# Donna davanti allo specchio
Donna davanti allo specchio, anche noto come Donna in piedi davanti a uno specchio (in danese: En nøgen kvinde sætter sit hår foran et spejl, "Una donna nuda si sistema i capelli davanti a uno specchio"), è un dipinto ad olio su tela realizzato dal pittore danese Christoffer Wilhelm Eckersberg nel 1841. Il dipinto oggi è custodito nella collezione Hirschsprung a Copenaghen.
Questo quadro relativamente piccolo nelle dimensioni è ritenuto uno dei capolavori dell'età d'oro danese e una delle venti opere più importanti della collezione Hirschsprung.

## Storia

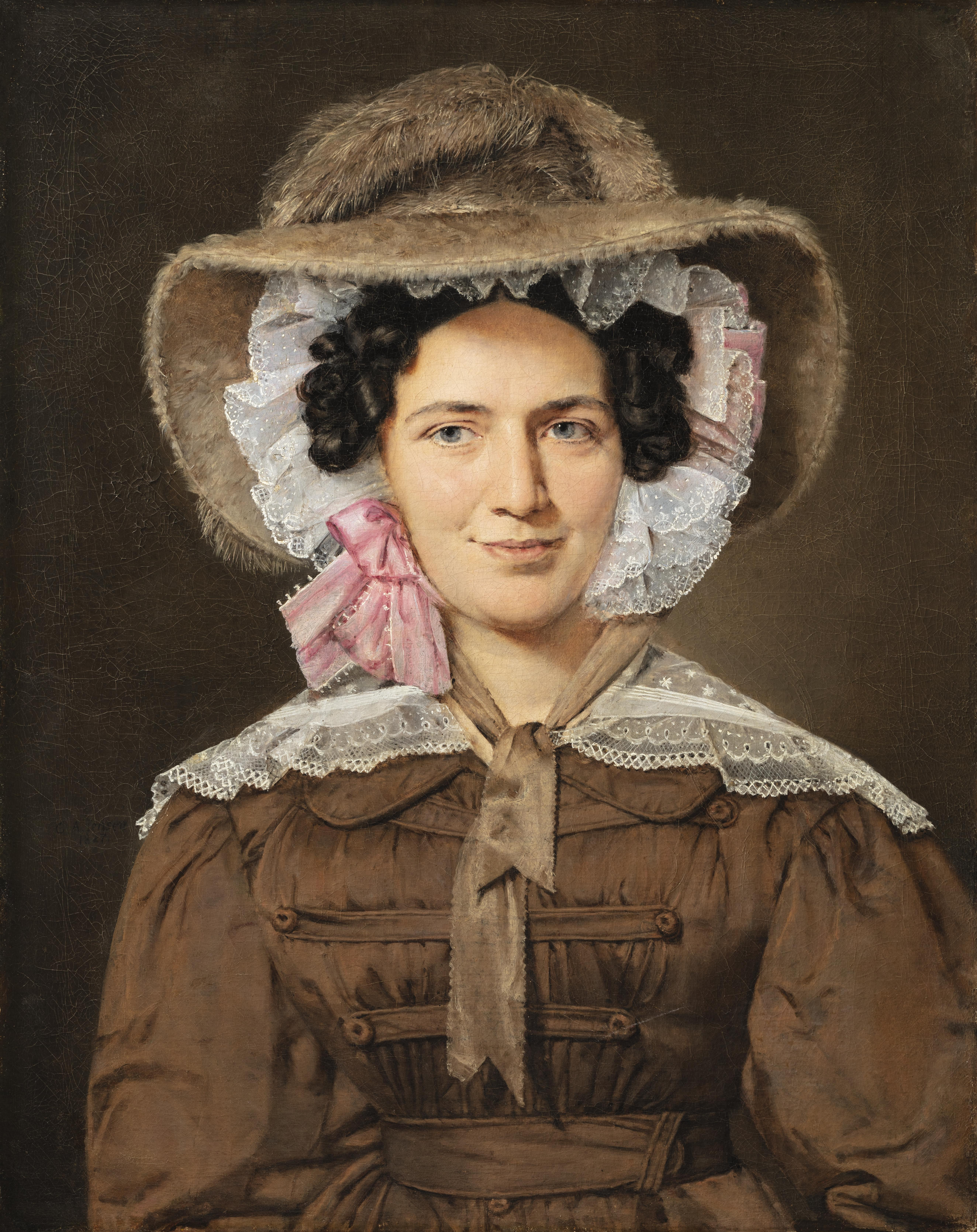
Christine Stampe, la prima acquirente del quadro, dipinta da Christian Albrecht Jensen nel 1827.

Due anni dopo la sua realizzazione, Christoffer Wilhelm Eckersberg vendette il dipinto nel 1843, quando il 9 febbraio Alberto Thorvaldsen visitò il suo studio al palazzo di Charlottenborg con la baronessa Christine Stampe, la quale acquistò l'opera per venti talleri. In seguito l'opera divenne proprietà del mercante Heinrich Hirschsprung e venne registrata nel catalogo delle opere di Eckersberg realizzato da Emil Hannover nel 1898, dopo che Hirschsprung l'aveva acquistata nel 1895 da Nanna Holtum.
Oggi l'opera fa parte della collezione Hirschsprung ed è uno dei venti capolavori del museo. Una delle direttrici del museo, Marianne Saabye, l'ha definita "una delle opere d'arte danesi più famose a livello internazionale", mentre Hans Edvard Nørregård-Nielsen e Uwe Max Jensen la definirono uno dei capolavori del periodo d'oro danese.

## Descrizione

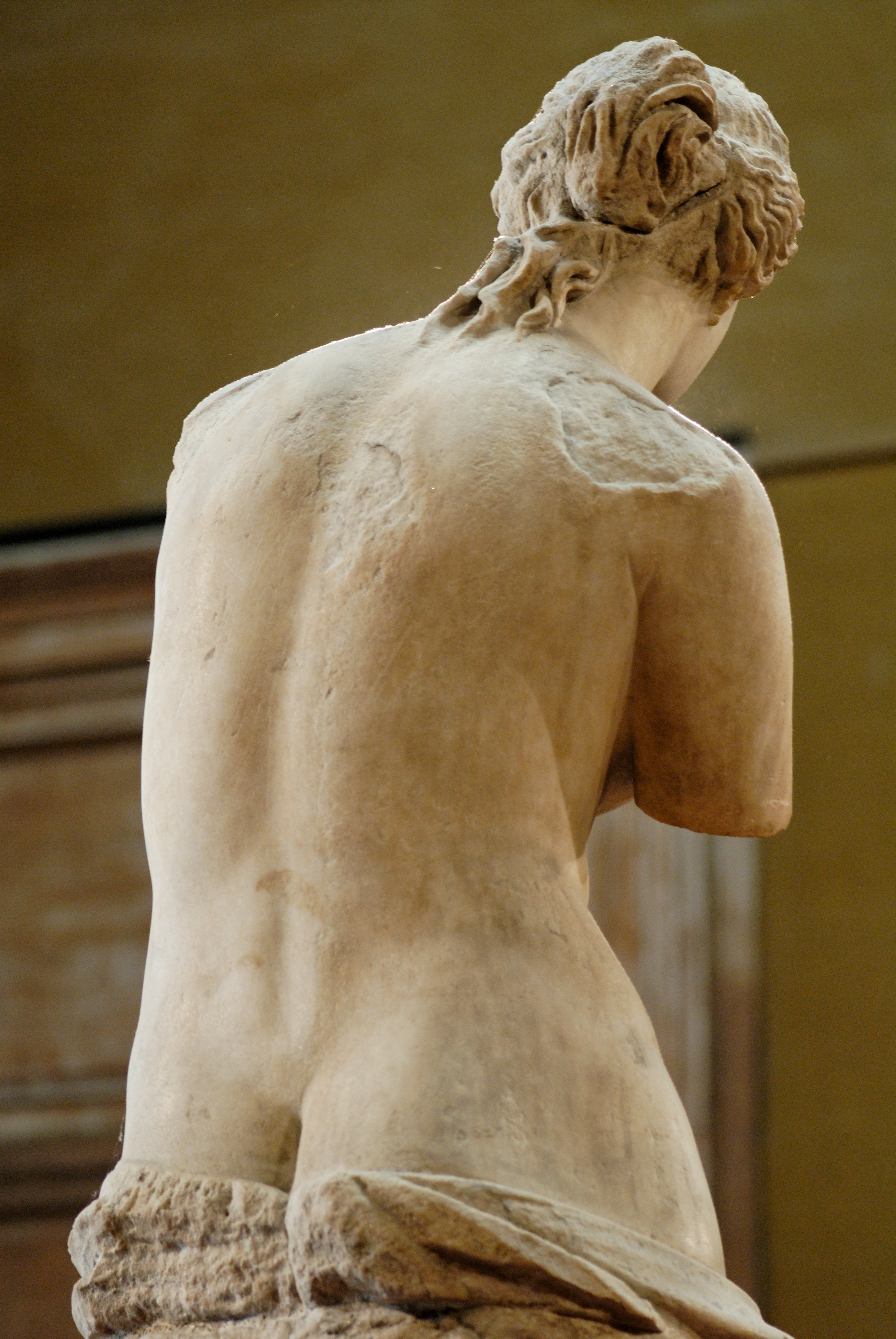
La curva della schiena della donna richiama quella della Venere di Milo.

Il dipinto mostra una donna girata di schiena, a torso nudo, davanti a uno specchio ovale che riflette il suo volto e la parte superiore del petto. La sua mano sinistra poggia su un tavolo verde, dove c'è una scatola con il coperchio aperto, mentre con la destra sistema i capelli castani, i quali sono ben raccolti in un cignone. La testa è leggermente girata verso sinistra ed è abbassata, pertanto la donna non sta vedendo il suo riflesso nello specchio. La parte inferiore del corpo è drappeggiata da una stoffa bianca che le cade sulle natiche, così da mostrare il solco intergluteo. La gamba destra sembra leggermente piegata verso l'alto come in un contrapposto.
La donna si trova a sinistra rispetto all'asse centrale della tela, mentre lo specchio si trova alla destra di questo. Il braccio destro alzato della donna copre parte dello specchio ovale impedendo allo spettatore di vedere parte del riflesso del volto. La luce ricade da sinistra così da illuminare la parte sinistra del corpo della figura, in particolar modo la spalla sinistra, mentre la parte destra rimane nell'ombra. Il muro sul quale si trova lo specchio è di colore grigiastro.
La posa della modella riprende agli ideali dell'antica Grecia, come si vede nella Venere di Milo: la curva della schiena e il drappeggio che ricade sulle natiche infatti richiamano la scultura greca. Per questo il dipinto è stato anche soprannominato "Venere di Hirschsprung". La Venere di Milo venne trovata nel 1820 e i membri dell'accademia danese ne avevano acquistato un calco alla fine del decennio.
Il soggetto, ritraente una donna con la schiena girata durante una faccenda quotidiana, ispirò altri pittori danesi, come Vilhelm Hammershøi, il quale dipinse una donna di schiena vestita.

## La modella

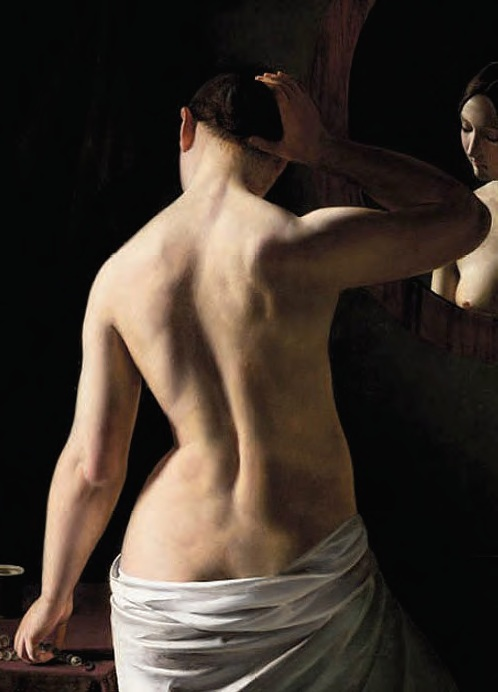
Florentine ritratta da Sally Henriques.

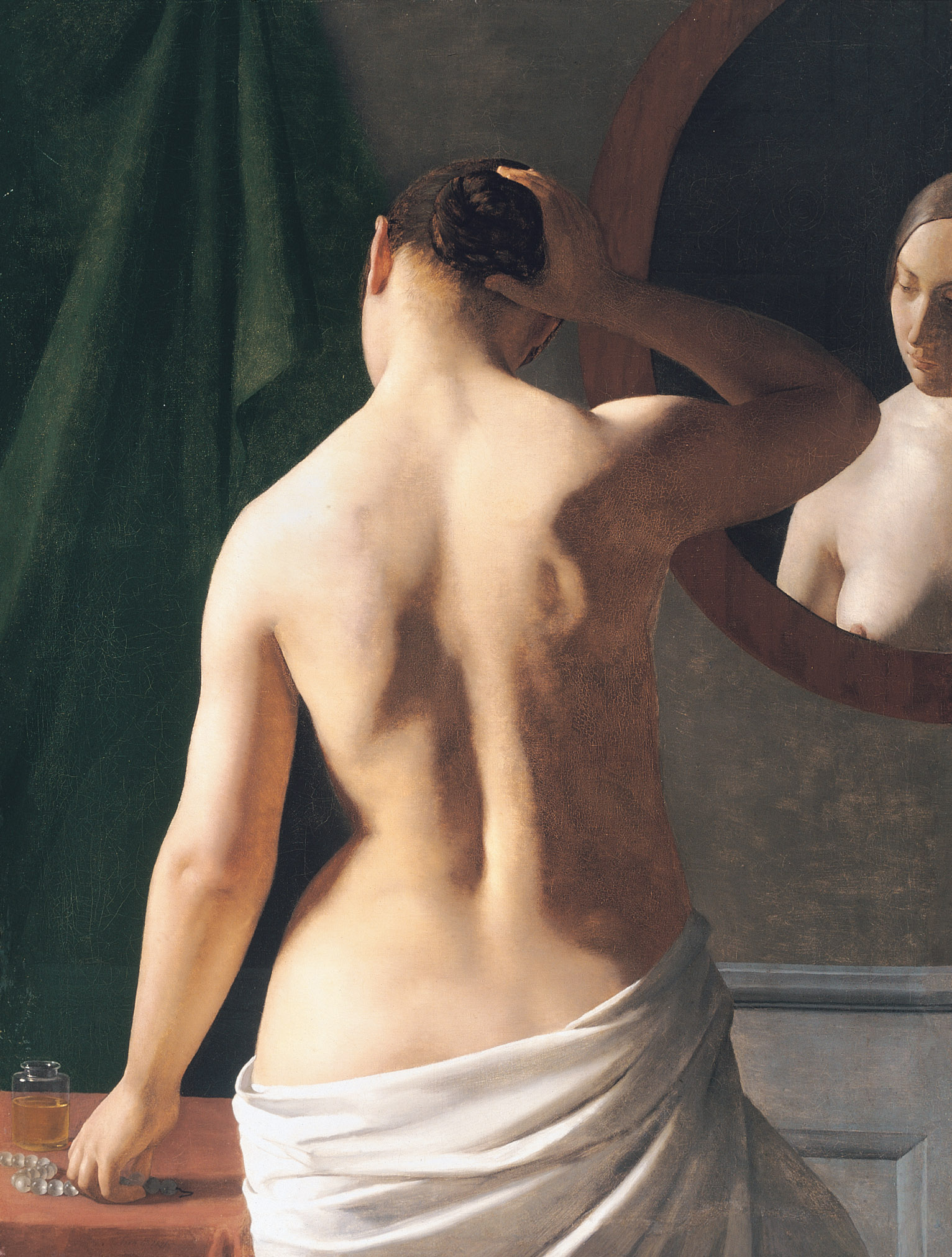
Florentine ritratta da Ludvig August Smith.

La modella che posò per questo quadro si faceva chiamare Florentine e lavorò per il pittore dal 12 giugno al 16 settembre del 1841. Durante la stessa sessione d'arte, durata dal 9 agosto al 16 settembre, Florentine venne dipinta da vari studenti di Eckersberg, due dei quali furono Sally Henriques e Ludvig August Smith. Altri studenti furono Carl Dahl, H.J. Hammer e Nathan Henriques, il fratello di Sally. 
Henriques dipinse la schiena della modella con una forma più ad S e adoperò uno schema cromatico diverso, con un livello minore di illuminazione, mentre Smith la dipinse in modo più simile a come l'aveva fatta il maestro. Tuttavia, Smith dipinse Florentine pressappoco al centro della composizione, invece che verso sinistra come fece Eckersberg.